# Rode zonnehoed
De rode zonnehoed (Echinacea purpurea) is een vaste plant uit de composietenfamilie. De plant is afkomstig uit Noord-Amerika.
Op een plek in de zon wordt de plant 70 tot 120 cm hoog en vormt wortelstokken. Het blad is licht behaard. De onderste bladeren zijn eirond. De rode zonnehoed bloeit in juli en augustus met ongeveer 10 cm grote bloemen, die een roestbruin bloemhoofd en een stralenkrans van purperkleurige lintbloemen hebben. De vrucht is een nootje. De plant heeft een vochthoudende, voedselrijke, zavel- of kleigrond nodig.

## Cultivars
- Echinacea purpurea 'Avalance'
- Echinacea purpurea 'Butterfly Kisses'
- Echinacea purpurea 'Champagne Bubbles'
- Echinacea purpurea 'Coconut Lime'
- Echinacea purpurea 'Cotton Candy'
- Echinacea purpurea 'Guava Ice'
- Echinacea purpurea 'Honeydew'
- Echinacea purpurea 'Hot Papaya'
- Echinacea purpurea 'Marmalade'
- Echinacea purpurea 'Meringue'
- Echinacea purpurea 'Milkshake'
- Echinacea purpurea 'Pineapple Sundae'
- Echinacea purpurea 'Pink Double Delight'
- Echinacea purpurea 'Pink Shuttles'
- Echinacea purpurea 'Pink Sorbet'
- Echinacea purpurea 'Raspberry Truffle'
- Echinacea purpurea 'Southern Belle'
- Echinacea purpurea 'Strawberry Shortcake'
- Echinacea purpurea 'White Double Delight'

### Pink Double Delight
Pink Double Delight is ontwikkeld door veredelaars in Nederland. Deze cultivar bloeit zeer rijk met roze, volledig gevulde pompon-achtige bloemen. De kegel van de bloemen bestaat volledig uit lintbloemen, die echter korter zijn dan de lintbloemen van de bij rode zonnehoed normaal aanwezige onderste krans. Zoals bij elke rode zonnehoed verbloeit de kegel van onder naar boven, totdat ten slotte alle lintbloemen zijn uitgegroeid en de bloem een gevuld, pompon-achtig uiterlijk heeft dat doet denken aan een Dahlia. De plant stoelt zeer goed uit en produceert veel en goed vertakkende bloemstengels, waarmee een zeer rijke bloei bereikt wordt. Deze bloemstengels zijn kort en bereiken een hoogte van ongeveer 65 cm. De bloei begint vroeg, half juni, en gaat door tot september.

### Coconut Lime
Coconut Lime is tevens ontwikkeld door veredelaars in Nederland en bloeit zeer rijk met volledig gevulde pompon-achtige bloemen. De zacht-limegroene kleur van de kegel steekt af bij de witte bloembladen van de onderste krans.
De overige kenmerken zijn gelijk aan die van 'Pink Double Delight'.

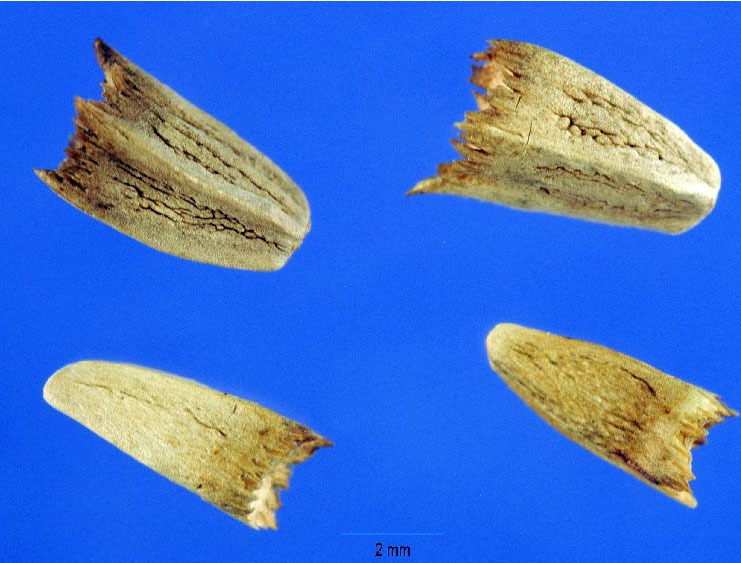
zaden
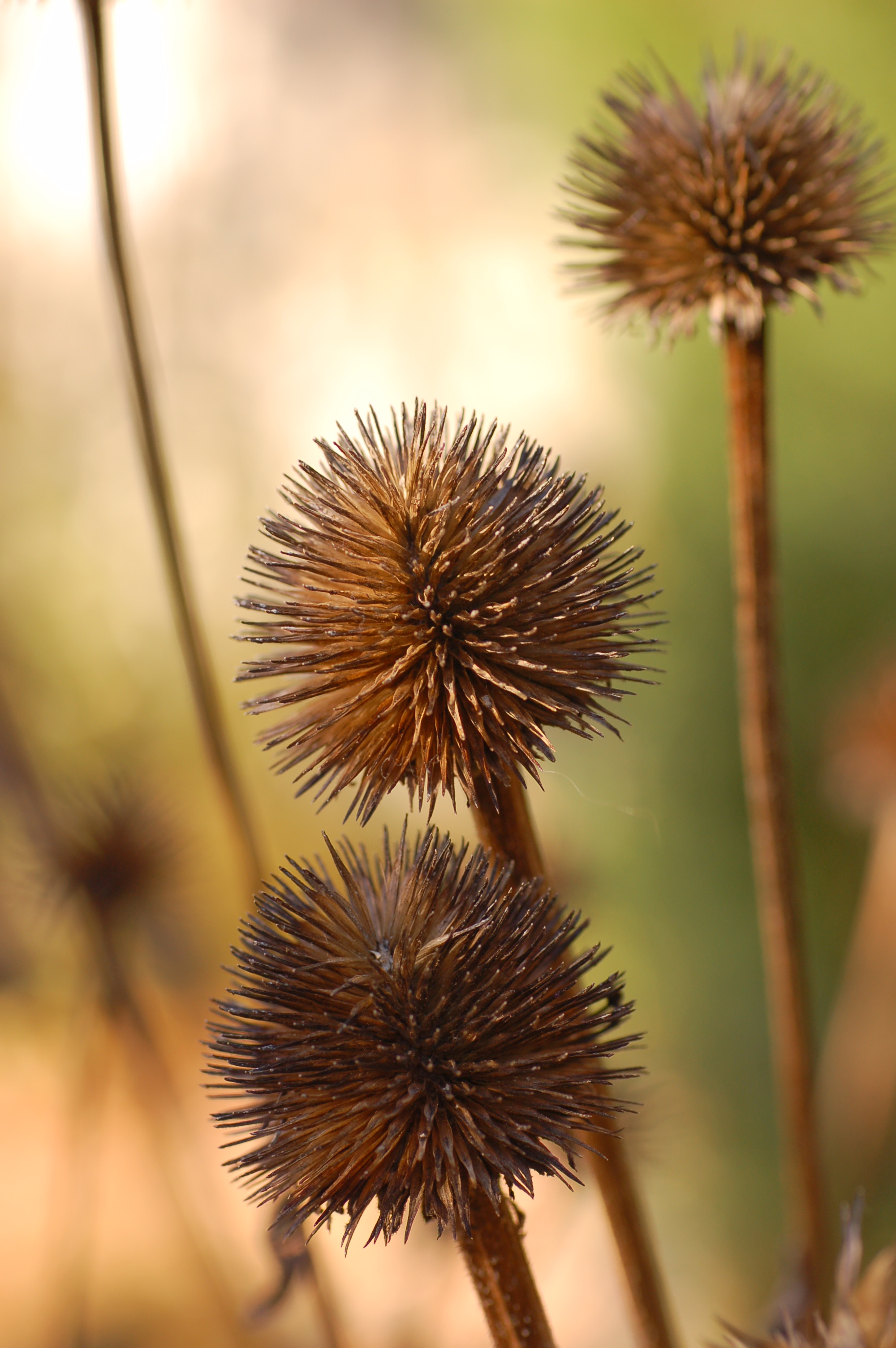
afgestorven bloemen
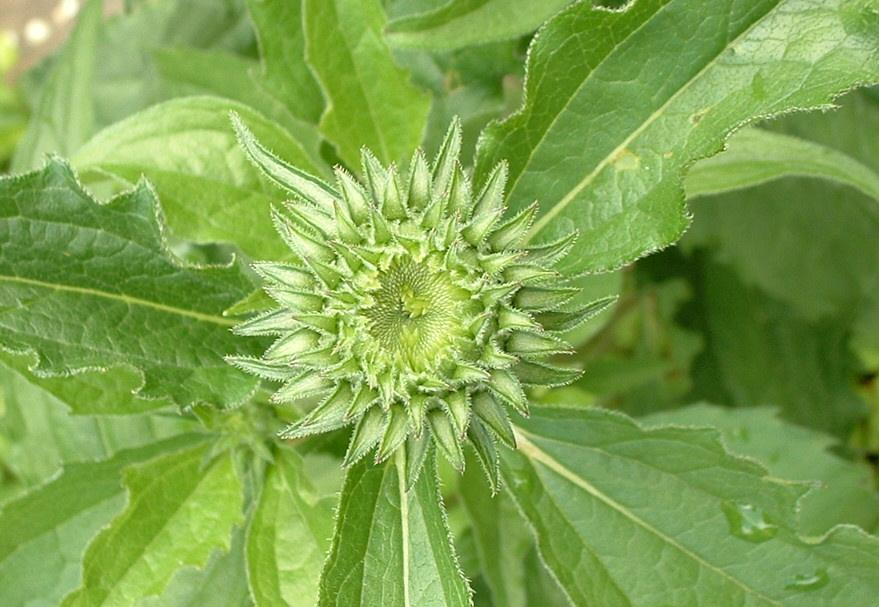
zich ontwikkelende bloem
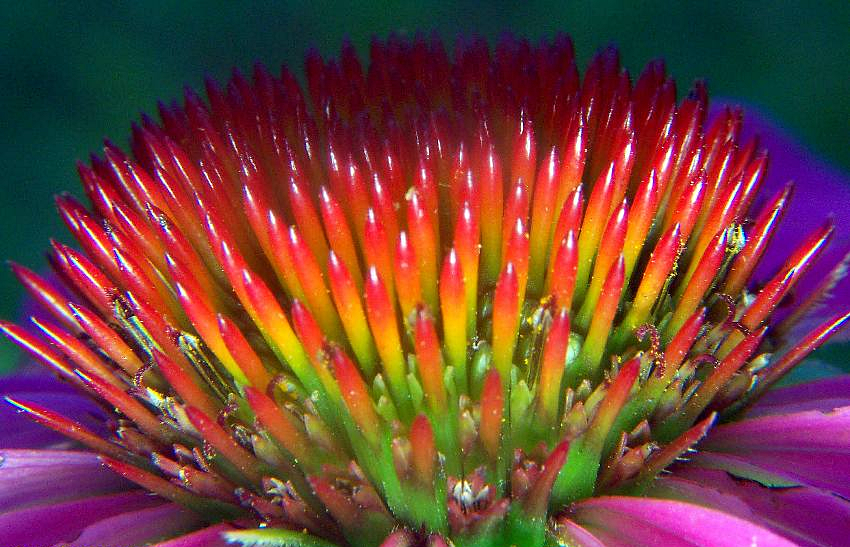
Bloem lijkt op een speldenkussen
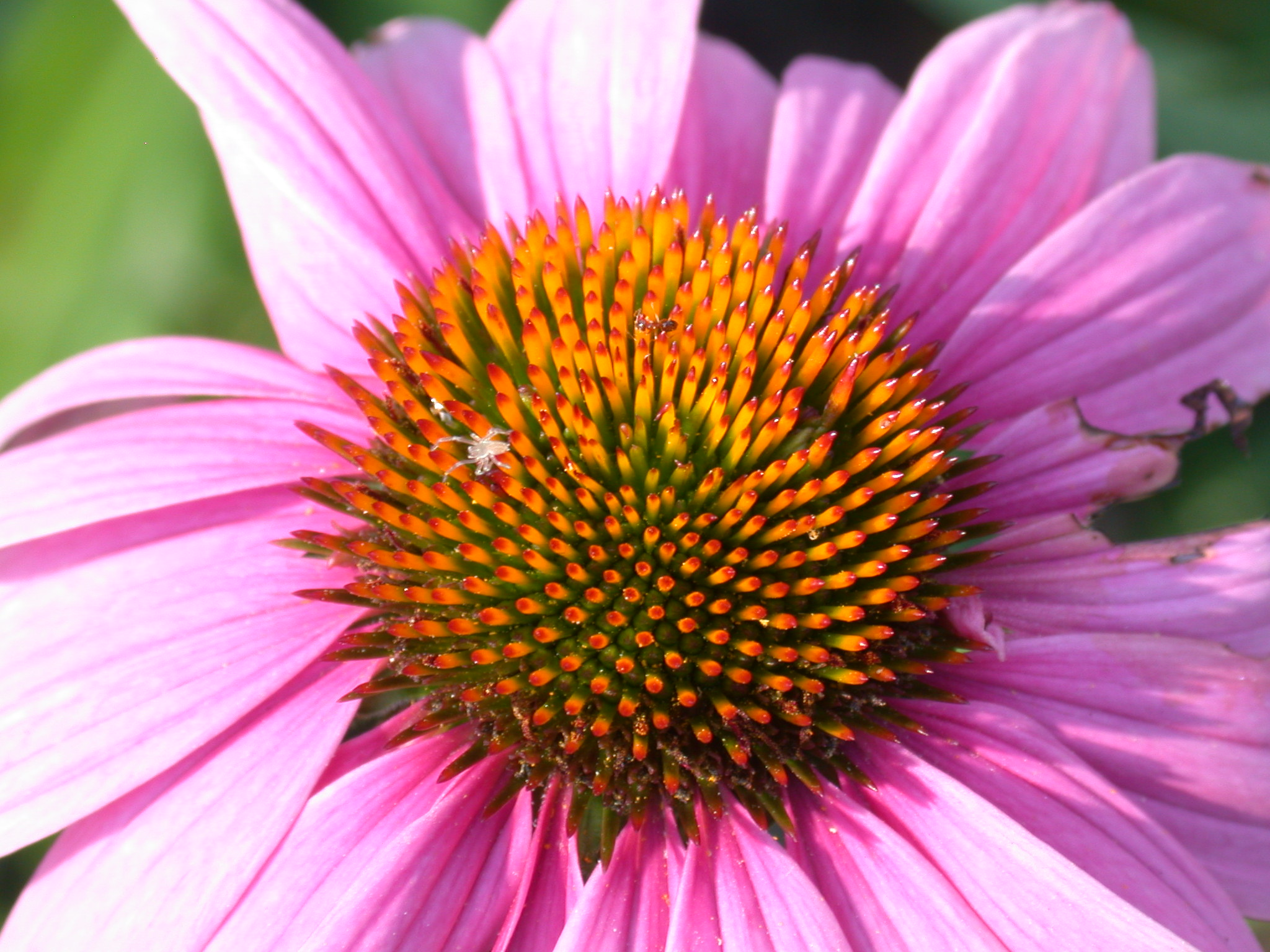
mier en spin:
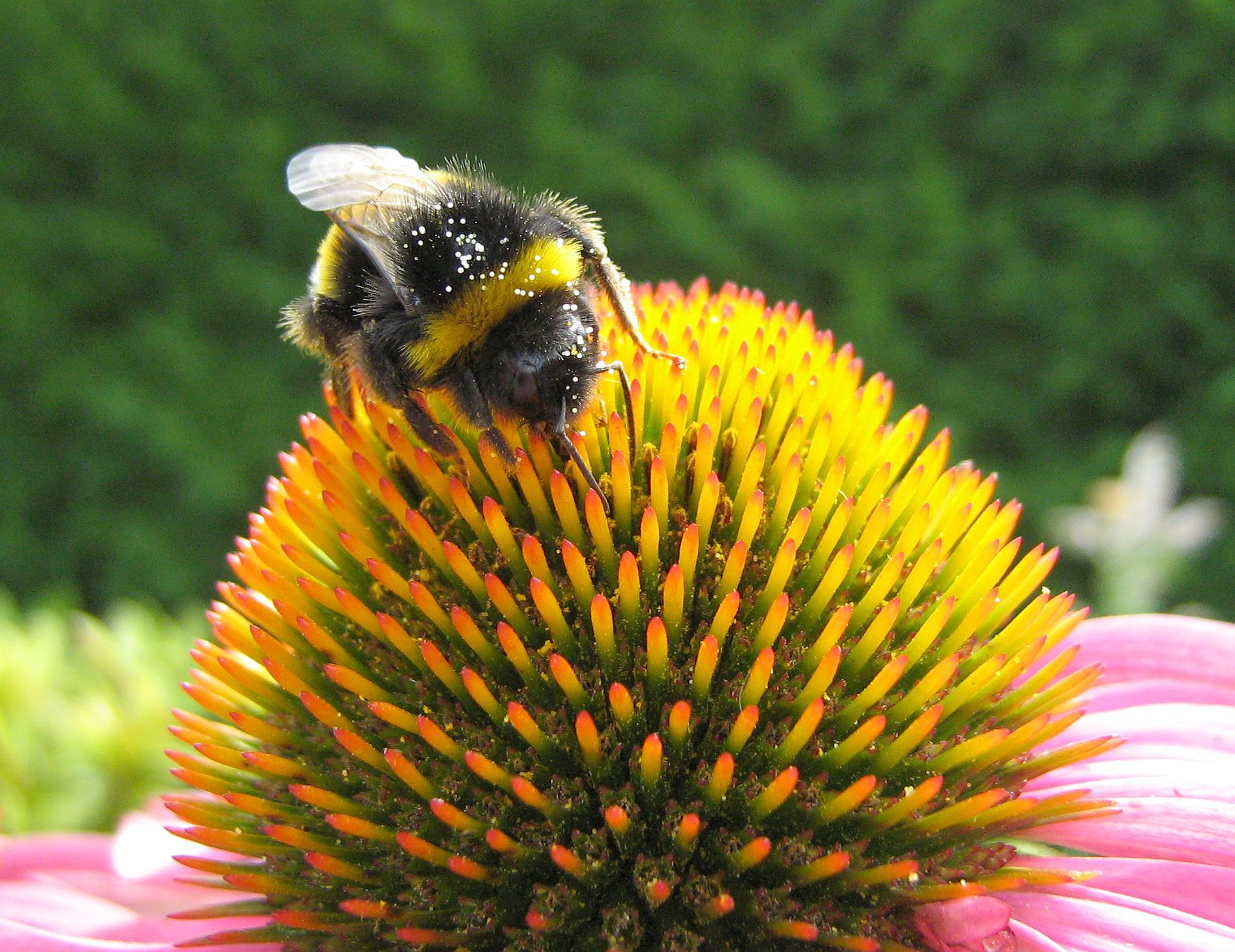
Hommels zorgen voor bestuiving
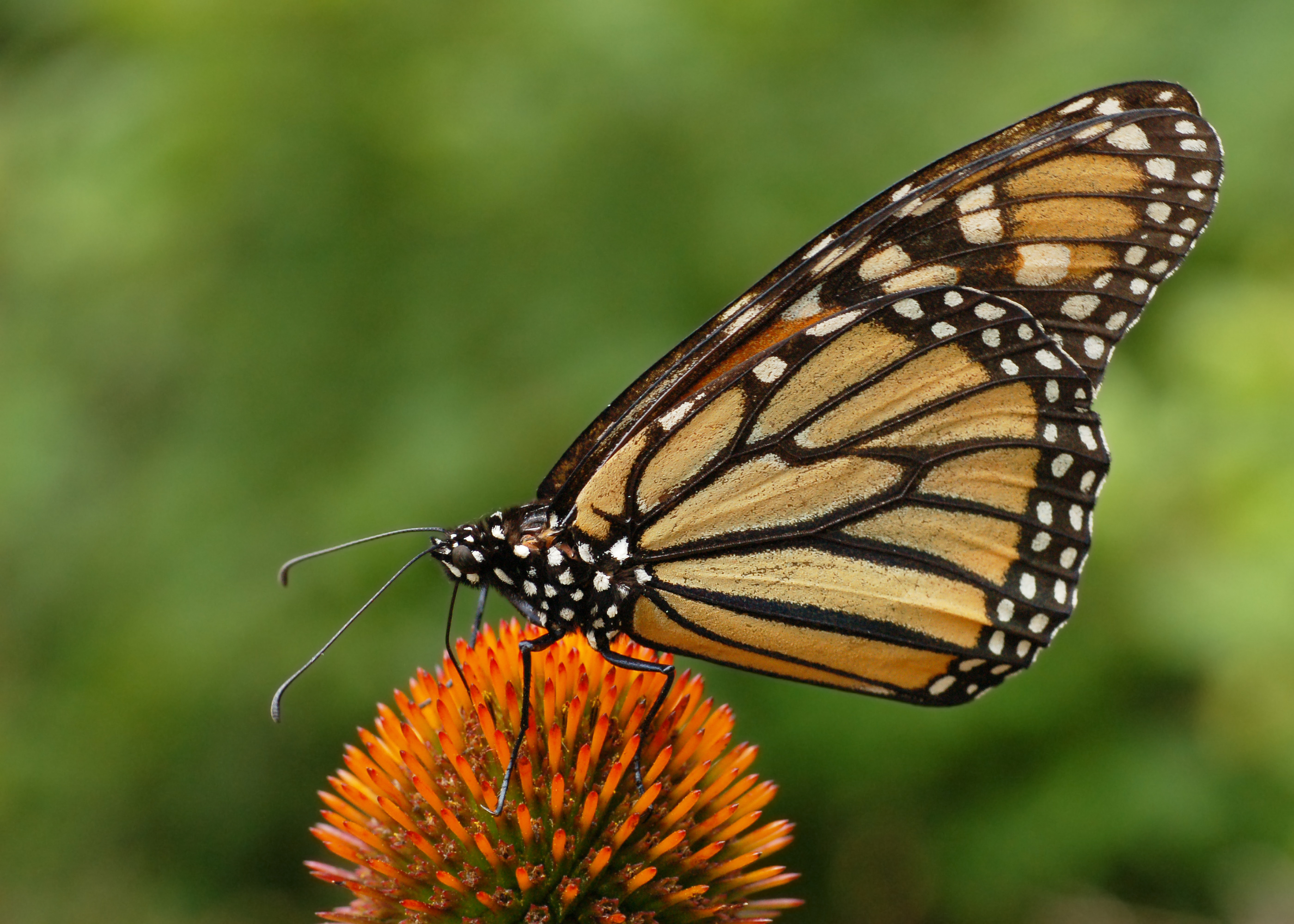
monarchvlinder eet nectar
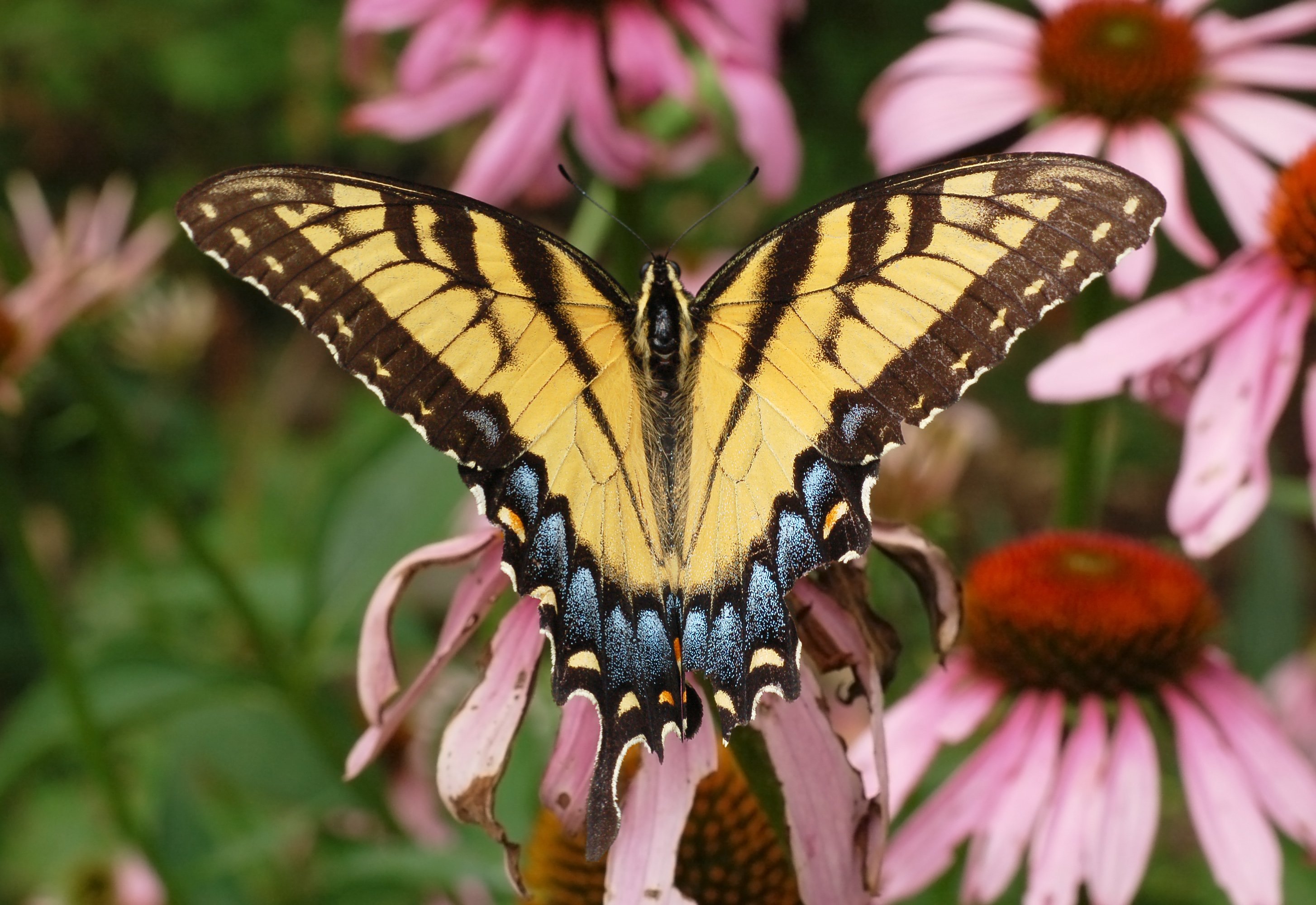
Papilio glaucus

## Medicinale eigenschappen
Aan de plant worden medicinale eigenschappen toegeschreven. Er bestaat echter onvoldoende bewijs voor de doeltreffendheid en veiligheid van echinacea. Het gebruik van echinacea bij luchtweginfecties is slechts geïndiceerd voor de symptomatische behandeling na de uitsluiting van elke ernstige aandoening.
Bereidingen van de bovengrondse delen van Echinacea purpurea worden voorgeschreven bij griep en verkoudheid, maar de werking is twijfelachtig, aangezien een aantal toonaangevende studies naar Echinacea purpurea geen werkzaamheid konden ontdekken.
Jack M. Gwaltney vergeleek in 2005 negen onderzoeken naar de effectiviteit van Echinacea purpurea als weerstandsverhogend middel. Slechts twee onderzoeken waren correct opgezet, en wezen uit dat geen weerstandsverhoging optrad.
Een gezaghebbend overzichtsartikel (Cochrane meta-analyse) concludeerde echter in 2006
dat bereidingen van de bovengrondse delen van Echinacea purpurea mogelijk effectief zijn voor de behandeling van verkoudheid bij volwassenen, mits toegediend in een vroeg stadium. Dat soms geen werkzaamheid wordt gevonden in onderzoek zou verklaard kunnen worden door het feit dat de in wetenschappelijk onderzoek gebruikte Echinacea-bereidingen in samenstelling onderling sterk kunnen verschillen. Goed opgezet wetenschappelijk onderzoek zou hier uitsluitsel moeten bieden.
In 2007 werd in The Lancet een meta-analyse gepubliceerd, waarin aangetoond werd dat het risico op verkoudheid verminderde met 58% en de duur van de verkoudheid met 1,4 dagen werd verkort bij het preventieve gebruik van dagelijkse Echinacea supplementen..

### Bijwerkingen
Bereidingen kunnen allergische reacties uitlokken. Ernstige reacties als syndroom van Stevens-Johnson, angio-oedeem, bronchospasme en anafylactische shock zijn beschreven maar zeldzaam. Deze reacties komen voornamelijk voor bij kinderen. Daarom wordt onder meer door de Britse Medicines and Healthcare Products Regulatory Agency het gebruik van Echinacea afgeraden onder de 12 jaar.
Bij langdurig gebruik van Echinacea-extracten (8 weken) kan er leververstoring of leverschade optreden.